# One Love (canção de David Guetta)
"One Love" é o segundo single do álbum homônimo do DJ David Guetta, que conta com a participação da cantora de R&B Estelle.

## Faixas
CD single (Reino Unido)
1. One Love (Radio Edit) - 4:00
2. One Love (Extended Mix) - 6:46

CD single (Europa)
1. One Love (Extended Mix) - 6:46
2. One Love (Chuckie & Fatman Scoop Remix) - 8:00
3. One Love (Avicii Remix) - 7:45
4. One Love (Calvin Harris Remix) - 6:00
5. One Love (Arias Remix) - 7:08
6. One Love (Chocolate Puma Remix) - 4:48
7. One Love (Radio Edit) - 4:00

## Desempenho nas paradas
| Parada musical (2009/2010)        | Melhor posição |
| --------------------------------- | -------------- |
| Australian Singles Chart          | 36             |
| Austrian Singles Chart            | 20             |
| Dutch Top 40                      | 22             |
| French Digital Singles Chart      | 46             |
| German Singles Chart              | 18             |
| Hungarian Singles Chart           | 10             |
| Israeli Airplay Chart             | 2              |
| Polish Dance Chart                | 7              |
| Slovakian Airplay Chart           | 2              |
| Swiss Singles Chart               | 48             |
| UK Singles Chart                  | 46             |
| UK Dance Chart                    | 4              |
| US Billboard Hot Dance Club Songs | 1              |